# Tommy Johnson (football, 1971)
 (juin 2016).
Pour les articles homonymes, voir Tommy Johnson et Johnson.
Tommy Johnson est un footballeur britannique évoluant au poste d'attaquant, né le 15 janvier 1971 à Newcastle.
Il a porté les couleurs du Celtic FC de 1996 à 2002. Il a également porté les couleurs d'Aston Villa, de Derby County, d'Everton (brièvement en 1999/2000) et de Sheffield Wednesday notamment.
Lors de son passage à Derby County, avec ses deux partenaires Marco Gabbiadini et Paul Kitson, ils formaient un trio d'attaque réputé[réf. nécessaire].

## Palmarès
- Coupe de la Ligue anglaise :
  - Vainqueur : 1996.
- Championnat d'Écosse :
  - Vainqueur : 2001.
- Coupe d'Écosse :
  - Vainqueur : 2001.
- Coupe de la Ligue écossaise :
  - Vainqueur : 2000, 2001.